# محرومين (مسلسل)
محرومين مسلسل تلفزيوني لبناني درامي من إخراج وائل أبو شعر، وتأليف غريتا غصيبة، ومن بطولة طوني عيسى، جوي خوري، صدَر المسلسل في سنة 2017، على قناة إم تي في اللبنانية.

## قصة المسلسل
تتناول الأحداث قصصا اجتماعية متشابكة، وذلك حيث قصة الحب التي تجمع طارق بآية، ولكن خطف ابنته يجعل ارتباطهما صعب، لتلقيه رسالة تهديد بقتل ابنته إذا لم يبتعد عن آية، وعلى الجهة الأخرى هروب رشا وزواجها من طلال الذي يعمل قوادا مع غياث، وحياة الزوجين ضحى ومروان التي تبدو أنها على المحك.

## طاقم العمل
- طوني عيسى
- جوي خوري
- آية طيبا
- جو طراد
- إيلي متري
- شيرين أبو العز
- إلياس الزايك
- غنوة محمود
- أسعد حطاب
- أندريه بو زيد (أندره بو زيد)
- ناتالي حموي
- طارق أنيش (طارق قنيش)
- نور صعب
- إليانا نعمة
- هيام أبو شديد
- مجدي مشموشي
- نسرين زريق
- وليد العلايلي
- ناظم عيسى
- جهاد الأندري
- عبدو شاهين
- مايسي عبود
- فرح عمرو
- جورج باسيل
- كريستوفر أبو صبحة
- شادي ريشا
- حسن الصباغ
- سهى قيقانو
- ليلى قمري
- جورج حران
- نزيه قمر الدين
- أسامة المصري
- جوزيف عبود
- مارسيل جبور
- سارة الحاج
- سيرج منسى
- جوزيف خليل (جوزيف أبو خليل)
- إيلي لطوف